# Джорджадзе, Нана Гивиевна
На́на Гивиевна Джорджадзе (груз. ნანა ჯორჯაძე; род. 24 августа 1948, Тбилиси) — советский и грузинский кинорежиссёр, сценарист, актриса, художник кино, преподаватель. Призёр Каннского кинофестиваля.

## Биография
Нана Джорджадзе родилась в Тбилиси. По собственным словам, родилась в самолёте и выросла на крыше. Происходила из хорошей грузинской семьи, в юности увлекалась движением хиппи, часто сбегала из дому и путешествовала по Советскому Союзу автостопом и «зайцем» на поездах.
В 1966 году окончила музыкальный техникум, в 1972 году — архитектурное отделение Тбилисской академии художеств по профессии «градостроитель». В 1968—1974 годах работала архитектором.
В 1974 году поступила на факультет кинорежиссуры Тбилисского государственного театрального института, на первый набор в мастерскую Тенгиза Абуладзе и Ираклия Квирикадзе, за которого вскоре вышла замуж.
В кино с 1977 года. В некоторых своих фильмах выступает также как художник и костюмер. Снялась в ряде фильмов в качестве актрисы.
За фильм «Робинзонада, или Мой английский дедушка» (1987) была удостоена приза «Золотая камера» на 40-м Каннском кинофестивале.
В 1991—1995 годах вместе с мужем Ираклием Квирикадзе вела режиссёрскую мастерскую во ВГИКе.
С 1994 года является членом Европейской киноакадемии.
С 1995 года живёт в Германии и России. Работает в России, Франции и Германии.
Комедия «Тысяча и один рецепт влюблённого кулинара» (1996) с Пьером Ришаром в главной роли была номинирована на премию «Оскар» как лучший фильм на иностранном языке.
В 2002 году была председателем жюри XII МКФ «Послание к Человеку».
В 2017 году получила приглашение войти в состав Американской академии кинематографических искусств.

## Личная жизнь
Бывший муж (с 1974 по 201?) — режиссёр Ираклий Квирикадзе (род. 1939). Был педагогом Джорджадзе на факультете кинорежиссуры Тбилисского государственного театрального института. По собственному признанию, «я вышла замуж за своего учителя. 2 октября начались занятия, а 27-го мы уже поженились. Наш бурный роман длился 25 дней и продолжается уже 35 лет». Сыновья — Михаил и Буба.

## Фильмография

### Режиссёр
- 1978 — Трио
- 1979 — Атлант
- 1980 — Путешествие в Сопот
- 1982 — Помоги мне подняться на Эльбрус
- 1987 — Робинзонада, или Мой английский дедушка
- 1996 — Тысяча и один рецепт влюблённого кулинара
- 2000 — Лето, или 27 потерянных поцелуев
- 2000 — Только ты…
- 2008 — Метеоидиот
- 2008 — Из пламя и света
- 2010 — «Высотка» (новелла в киноальманахе «Москва, я люблю тебя!»)
- 2010 — Голоса
- 2013 — Моя Русалка, Моя Лореляй
- 2014 — Новогодний рейс
- 2019 — Кроличья лапа

### Сценарист
- 1982 — Помоги мне подняться на Эльбрус
- 1993 — Воспоминания стали безумными
- 1993 — Кабан
- 2000 — Лето, или 27 потерянных поцелуев

### Актриса
- 1978 — Несколько интервью по личным вопросам (Тамро)
- 1981 — Будь здоров, дорогой (художница)
- 1981 — Пловец (режиссёр-практикант)
- 1985 — Великий поход за невестой (эпизод)
- 1987 — Робинзонада, или Мой английский дедушка (эпизод)
- 2010 — Дни улиц (эпизод)

## Награды
- Премия Ленинского комсомола Грузинской ССР (1982 год).
- Приз «Золотая камера» Каннского кинофестиваля за лучший дебют (1987 год).